# Danskbob
DanskBob er en dansk musikduo bestående af brødrene Ole Irenæus og Uno Wierød fra Haderslev, Sønderjylland. 
Duoen udgav i 2005 albummet DYLANsk, som blev udsendt i Danmark og Sverige. Cd'en indeholder 12 Bob Dylan-numre på dansk, oversat af Irenæus Wierød; broderen Uno medvirker på cd'en som sanger, guitarist, orgel og harmonikaspiller. På cd'en medvirker endvidere som forsanger Nils-Ole Poulin samt flere danske og svenske musikere. Albummet fik tre ud af seks stjerner i Gaffa
DanskBob & band er navnet på gruppen som optræder live med disse Dylan-numre på dansk. Her er det Uno Wierød, som er leder og sanger.